# Dichagyris eremicola
Dichagyris eremicola là một loài bướm đêm thuộc họ Noctuidae. Nó được tìm thấy ở miền nam và miền đông Nga, miền nam Urals, Thổ Nhĩ Kỳ, Turkestan, Trung Á và dãy núi Altai.